# Inchnadamph
Inchnadamph (Schots-Gaelisch:Innis nan Damh) is een gehucht in het westen van het traditionele graafschap Sutherland, bestuurlijke regio Highland, Schotland ongeveer 15 kilometer ten oosten van Lochinver. De naam Inchnadamph is afkomstig van het Gaelische Innis nan Damh wat weide van de mannetjesherten betekent.
In de buurt van Inchnadamph liggen de Bone Caves (beendergrotten) waar de resten zijn gevonden van Euraziatische lynx, bruine beer, poolvos en rendier waarvan sommige dateren van 45.000 v.Chr. Tevens is in de grotten het enige bewijs gevonden tot nu toe dat de ijsbeer zich ooit in Schotland bevond. En in de Bone Caves zijn de restanten van menselijke skeletten van 3000 v.Chr. gevonden.
De ruïnes van Ardvreck Castle en Calda House liggen ook in de buurt van Inchnadamph, aan de oevers van Loch Assynt.

## Geologie
De Moine-overschuiving loopt door deze streek en het Hotel Inchnadamph is een mekka voor geologen. In de buurt staat een klein monument op een heuvel (zie foto onderaan) voor Ben Peach en John Horne wiens werk cruciaal was voor het begrip hiervan. Het was de eerste ontdekking van een overschuiving in de wereld. De tekst erop luidt: To Ben N Peach and John Horne who played the foremost part in unravelling the geological structure of the North West Highlands 1883-1897. An international tribute. Erected 1930. In het hotel wordt een kopie van het gastenboek bewaard waarin prominente geologen een handtekening plaatsten tijdens een belangrijke excursie die in 1912 in Assynt werd gehouden.

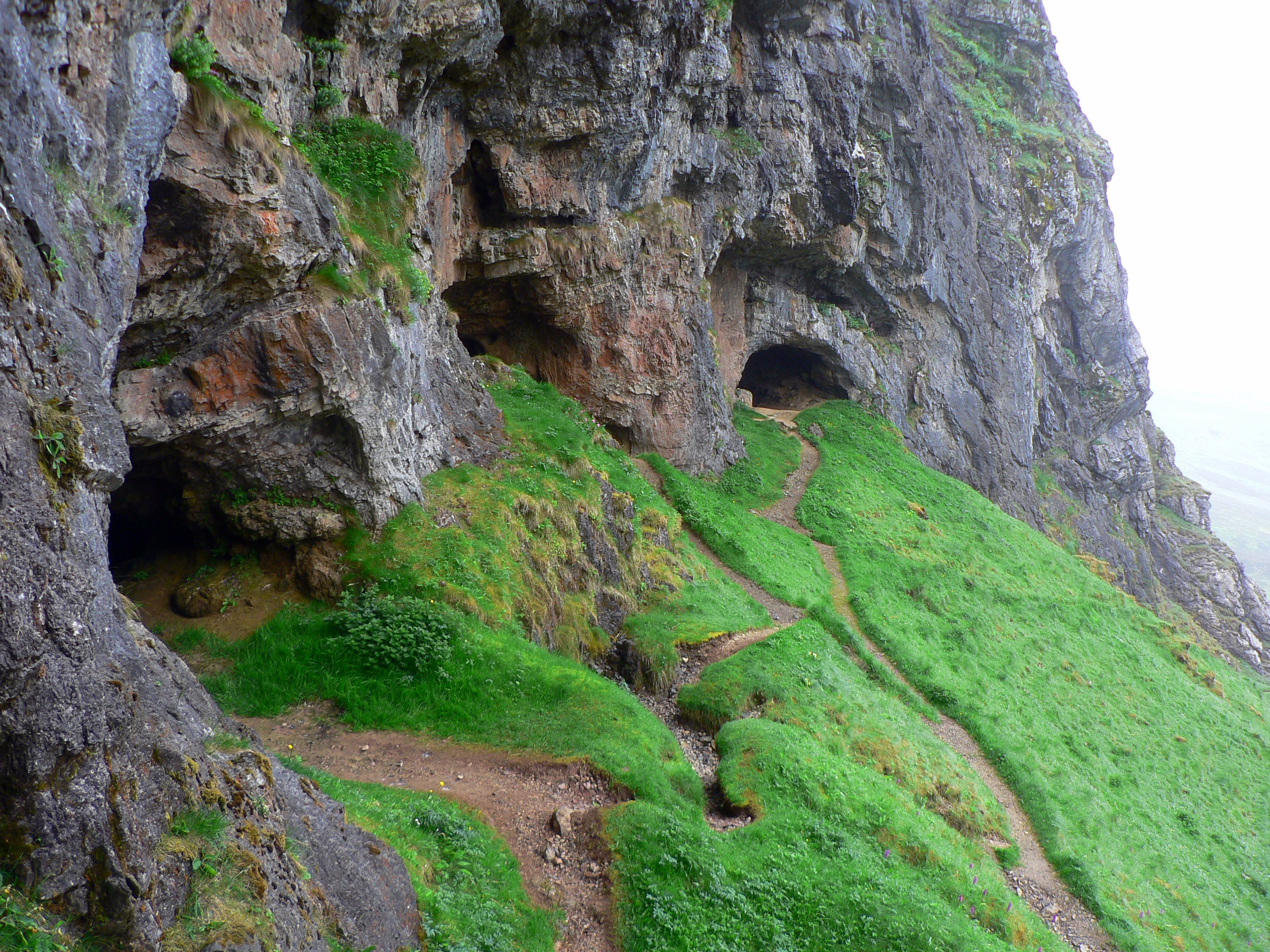
Bone Caves
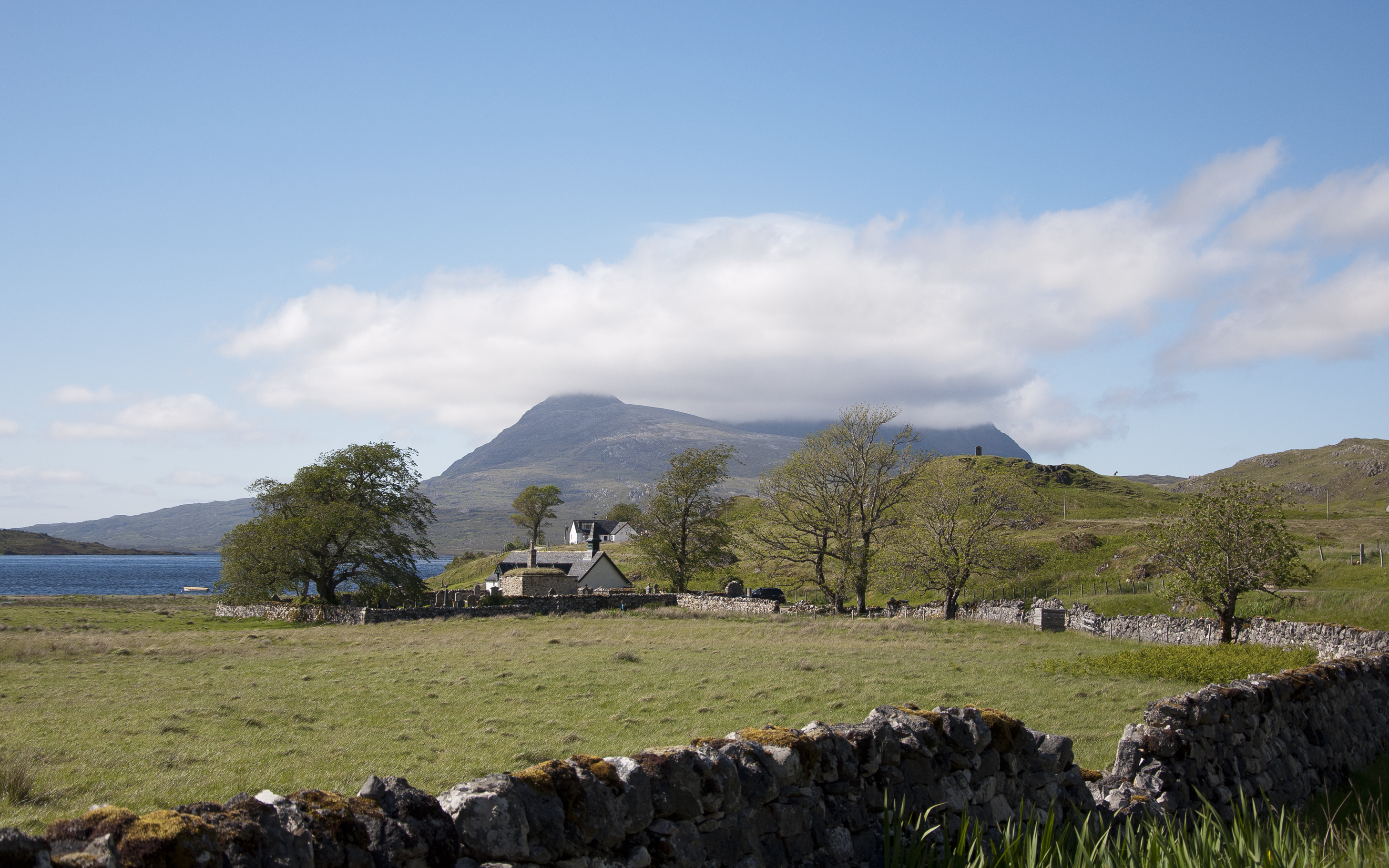
Het kerkje van Inchnadamph aan de oever van Loch Assynt en Quinag op de achtergrond en het monument